# Čelistná
Čelistná (en allemand : Tschelestina) est une commune du district de Pelhřimov, dans la région de Vysočina, en République tchèque. Sa population s'élevait à 96 habitants en 2020.

## Géographie
Čelistná se trouve à 8 km au sud de Pelhřimov, à 28 km à l'ouest-sud-ouest de Jihlava à 97 km au sud-ouest de Prague.
La commune est limitée par Rynárec au nord, par Mezná à l'est et au sud, par Vlásenice-Drbohlavy, un quartier séparé de Pelhřimov, à l'ouest, et par Libkova Voda à l'ouest et au nord-ouest.

## Histoire
La première mention écrite de la localité date de 1384. Du 1er janvier 1980 au 31 décembre 1992, le village fit partie de la commune de Pelhřimov.